# جام پادشاهی

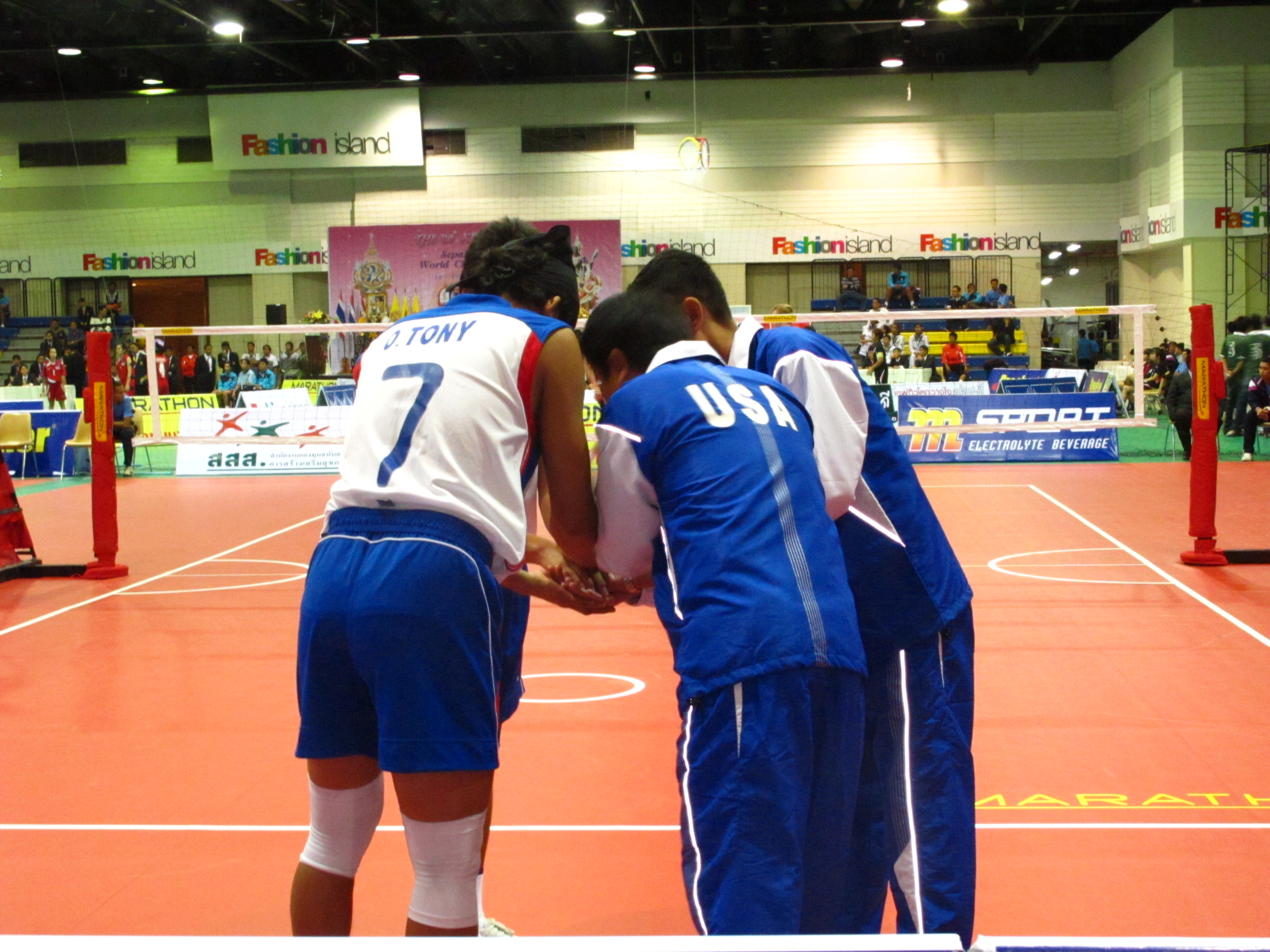
تیم سپک تاکرای ایالت متحده در جام پادشاهی.

جام پادشاهی یک سری رقابت در ورزش سپک تاکرا است که هر ساله با حضور قدرت‌های اول این رشته در کشور تایلند برگزار می‌شود و در حکم مسابقات قهرمانی جهان سپک تاکرا می‌باشد.
این رقابت‌ها به افتخار پادشاه تایلند برگزار می گردد. هر تیم از ۳ بازیکن تشکیل می‌شود و برنده نهایی هر مسابقه تیمی است که ۲و بازی از ۳ بازی رودرروی پشت سرهم را پیروز شود.